# 藤岡建機
藤岡 建機（ふじおか けんき）は、日本の漫画家、メカニックデザイナー。男性。現在は主に、ガンダム等のメカニックデザイナーとして活躍中。
同人サークル御機械屋に所属する。藤岡の描くイラスト、特にメカイラストにしばしば見られる「OMECHA」のマーキングはこれに由来する。

## 経歴
ホビージャパンの『RPGマガジン』にて「DOLLMASTER -蒼穹の翼-」を連載。1996年にはカトキハジメが審査員をしているという理由で「電撃ゲームイラスト大賞」のメカデザイン部門に応募し、金賞を受賞。1998年、講談社の『コミックボンボン』にて「メダロッターりんたろう!」を連載。以来、『コミックボンボン』にて「メダロッターりんたろう! メダロットR」や「メダロット・ナビ」を執筆し、ゲーム『メダロットR』や『メダロットnavi』でデザイナーを担当。
2002年 - 2008年にかけて、模型雑誌『電撃ホビーマガジン』およびコミック誌『電撃大王』に連載された作品「ADVANCE OF Ζ ティターンズの旗のもとに」でのメカデザイン・マーキングデザインを担当。2004年には『機動戦士ガンダム MS IGLOO』のメカデザインを担当。2005年には毎日放送・TBS系にて放送された『機動戦士ガンダムSEED DESTINY』のデザインワークスを手がけた。2006年には、マジキューコミックスにて『藤岡建機作品集 DOLLMASTER -蒼穹の翼-』を出版した。
2019年に脳出血を発症。右半身不随の寝たきり状態となり2年間休業を取った後、周囲からの介助を受けながらリハビリとともに作家活動を復帰している。

## 作品

### 漫画

#### 連載
- DOLLMASTER -蒼穹の翼-（『RPGマガジン』83号 - 94号）
- メダロッターりんたろう!（『コミックボンボン』1998年7月号 - 1999年9月号）
- メダロッターりんたろう! メダロットR（『コミックボンボン』1999年10月号 - 2000年7月号）
- メダロット・ナビ（『コミックボンボン』2001年7月号 - 12月号）
- DOLLMASTER -彷徨の六花-（『月刊コミックラッシュ』2007年9月号 - 2009年6月号） - 『蒼穹の翼』の続編。未完。
- 第九征空騎兵師團（『週刊少年マガジン』2009年20号 - 52号） - メカデザイン担当
- DOLLMASTER 泣き虫ボー太とPAL（『月刊コミックラッシュ』2010年7月号 - 2011年7月号） - 2011年7月号の掲載を最後に未完のまま休載。2011年2月号までの収録話を上巻（1巻）として発売。
- A.O.Z Re-Boot ガンダム・インレ-くろうさぎのみた夢-（『電撃ホビーマガジン』2014年 - ）

#### 読切
- OVER THE MIND（『ガンダムエース』2003年7月号） - 『A.O.Z Re-Boot ガンダム・インレ-くろうさぎのみた夢-』第1巻に収録。

#### 書籍
- 『メダロッターりんたろう!』、講談社〈ボンボンKC〉1998年 - 1999年、全3巻
- 『メダロッターりんたろう! メダロットR』、講談社〈ボンボンKC〉2000年、全2巻
- 『おじゃる丸外伝 野望の少女マンガ家うすいさちよ』、日本放送出版協会 2000年、全1巻
- 『メダロット・ナビ』、講談社〈ボンボンKC〉2001年、全1巻
- 『藤岡建機作品集 DOLLMASTER -蒼穹の翼-』、エンターブレイン〈マジキューコミックス〉2006年、全1巻
- 『DOLLMASTER -彷徨の六花-』、ジャイブ〈CR COMICS DX〉2008年、1巻
- 『第九征空騎兵師團』、講談社〈講談社コミックス〉2009年 - 2010年、全4巻
- 『DOLLMASTER 泣き虫ボー太とPAL』、ジャイブ〈CR COMICS DX〉2012年、1巻
- 『A.O.Z Re-Boot ガンダム・インレ-くろうさぎのみた夢-』、KADOKAWA 2018年、6巻

### ゲーム
- メダロットR（1999年11月25日）キャラクター原案
- メダロットR パーツコレクション（2000年3月16日）キャラクター原案
- コマンドマスター（2000年11月22日）
- メダロット4（2001年3月23日）ゲストキャラクターデザイン
- メダロットnavi（2001年9月7日）キャラクター・メカデザイン
- サムライエボリューション 桜国ガイスト（2002年9月20日）エクスデザイン
- 魔女のお茶会（2002年9月27日、「御機械屋」名義）原画
- JUNKMETAL（2003年 - 2005年）メカデザイン
- CoW（2012年）メカデザイン
- RXN-雷神-（2017年）メカデザイン
- メダロットS（2020年1月-）

### 小説
- NANIWA捜神記（1997年）イラスト
- NANIWA霊異記（1998年）イラスト
- ADVANCE OF Ζ ティターンズの旗のもとに（2002年 - 2008年）メカデザイン

### アニメ
- 機動戦士ガンダム MS IGLOO（2004年 - 2009年）デザインワークス
- 機動戦士ガンダムSEED DESTINY（2004年 - 2005年）デザインワークス
- 機動戦士ガンダムSEED C.E.73 STARGAZER（2006年）メカニックデザイン

### 挿絵
- 機動戦士ガンダム公式設定集 アナハイム・ジャーナル U.C.0083-0099（2003年）

### カードイラスト
- ☆マジカルパラダイス（テンキー）
- ぽわぽわ
- アニムンサクシス

### その他
- 「電撃ホビーウェブ」連載企画「電撃デスクトップアーミー通信」のナビゲーションキャラクター「F-606s フレア・ナビット」のデザイン（2016年）
  - デスクトップアーミー -「フレアシリーズ」